# Weißbrustsegler
Der Weißbrustsegler (Aeronautes saxatalis) ist eine mittelgroße Art aus der Vogelfamilie der Segler (Apodidae).

## Beschreibung
Der 15 bis 18 Zentimeter große Vogel hat ein dunkelbraunes Rückengefieder, welches zum Ende hin in Weiß übergeht. Der Bauch, der Schnabel und der Schwanz sind schwarz gefärbt. Der Hals- und der untere Teil des Kopfes sind völlig weiß gehalten.

## Verbreitung und Lebensweise
Die Art bewohnt die Felsregionen im Inland und der Meeresküsten von Nord- und Mittelamerika von Kanada bis El Salvador und Honduras. Die Vögel in den nördlichen Verbreitungsgebieten ziehen im Winter nach Süden. Im Flug fängt der Weißbrustsegler Insekten wie Käfer, Bienen u. a. Er zählt zu den schnellsten Vogelarten Nordamerikas.

## Brut
Zur Brutzeit im Mai finden sich die Vögel in kleinen Kolonien an zerklüfteten Felsen zusammen. Dort bauen die Weißbrustsegler flache, napfförmige Nester, die aus Federn und Gräsern bestehen. Darin legt das Weibchen 4–8 weiß gefärbte Eier. Das Ausbrüten und die Versorgung der Jungen übernehmen beide Elterntiere.

## Unterarten
Neben der Nominatform Aeronautes saxatalis saxatalis (Woodhouse, 1853), die vom Südwesten Kanadas bis in den Westen Mexikos vorkommt, wird eine weitere Unterart anerkannt. Das Verbreitungsgebiet der Subspezies Aeronautes saxatalis nigrior (Dickey & van Rossem, 1928) erstreckt sich vom Süden Mexikos bis ins zentrale Honduras.
Gelegentlich findet man mit Aeronautes saxatalis sclateri (Rogers, 1939) in der Literatur eine weitere Unterart. Spätere Untersuchungen von William Harroun Behle im Jahr 1973 haben aber ergeben, dass es sich hierbei um ein Synonym für die Nominatform handelt.

## Gefährdung
Die IUCN listet diese Art als „nicht gefährdet“ (least concern).